# Michaël Roskam
Michaël R. Roskam, właśc. Michaël Reynders (ur. 9 października 1972 w Sint-Truiden) – belgijski reżyser i scenarzysta filmowy. Międzynarodowy rozgłos zyskał dzięki Głowie byka (2011), nominowanej do Oscara dla najlepszego filmu nieanglojęzycznego.

## Życiorys
Roskam zrealizował dwa pierwsze filmy krótkometrażowe z Lievenem Van Baelen: Haun (2002) oraz Carlo (2004). W Une seule chose à faire (2005) podejmował temat przestępczości i po raz pierwszy współpracował wtedy ze swoim stałym aktorem Matthiasem Schoenaertsem.

## Filmografia

### Krótkometrażowe
- 2002: Haun
- 2004: Carlo
- 2005: Une seule chose à faire
- 2007: Today’s Friday

### Pełnometrażowe
- 2011: Głowa byka (Rundskop)
- 2014: Brudny szmal (The Drop)
- 2017: Na krawędzi (Le fidèle)